# Mohammed Aïssaoui
Pour les articles homonymes, voir Aïssaoui.
Mohammed Aïssaoui est un écrivain et journaliste français né à Alger en 1964. Il est actuellement journaliste au Figaro littéraire. Depuis mai 2023, il est membre du jury du Prix Renaudot.

## Œuvres
- Le Goût d'Alger, Paris, Mercure de France, 2006, 131 p. (ISBN 978-2-7152-2590-9).
- L'Affaire de l'esclave Furcy, Paris, Gallimard, coll. « Hors série littérature », 2010, 208 p. (ISBN 978-2-07-012867-9).
  - Prix Renaudot de l'essai 2010[1].
  - Prix RFO du livre 2010[2].
  - Prix du roman historique[3], Lauréat du Festival du premier roman de Chambéry.
- L'Étoile jaune et le Croissant, Paris, Gallimard, 2012, 176 p. (ISBN 978-2-07-013891-3).
- Petit éloge des souvenirs, Paris, Gallimard, 2014, 128 p.  (ISBN 978-2-07-045932-2)
- Comment dit-on humour en arabe ?, Paris, Folio, 2015, 144 p. (ISBN 978-2-07-046645-0).
- Les Funambules, Paris, Gallimard, coll. « Blanche », 2020, 224 p.  (ISBN 978-2-07-290407-3)[4],[5],[6],[7]Sélections Prix Goncourt 2020, Prix Renaudot 2020, Prix Interallié 2020, Prix des libraires 2021
- Mon prof, ce héros (Les Presses de la Cité, 2020), ouvrage collectif écrit en hommage à Samuel Paty. Vingt écrivains racontent celui ou celle qui a contribué à faire d'eux ce qu'ils sont aujourd'hui.
- Le Dictionnaire amoureux d'Albert Camus (Plon), 2023, 524 p.  (ISBN 978-2-25-930555-6)

## Adaptation théâtrale
- L'Affaire de l'esclave Furcy a été adaptée au théâtre et mise en scène par Hassane Kouyaté et Patrick Le Mauff, en coproduction avec Le Tarmac – La Scène internationale francophone, à Paris, où elle a été jouée du 20 novembre au 15 décembre 2012, avant de l'être en 2013 à La Réunion, puis à Chambéry dans le cadre du Festival du premier roman.

## Fictions radiophoniques
- L'Incroyable Histoire de l’esclave qui intenta un procès à son maître, sur France Inter dans l’émission "Autant en emporte l’histoire". Production : Stéphanie Duncan. Réalisation : Michel Sidoroff. Comédiens : Modeste Dela Nzapassara, François Siener, Charlie Nelson, François Kergourlay.
- Madame Bovary au tribunal, sur France Inter dans l’émission "Autant en emporte l’histoire". Production : Stéphanie Duncan. Réalisation : Cédric Aussir. Comédiens : Guillaume Durieux, Joachim Salinger, Marie-Armelle Deuguy, Bruno Abraham-Kremer.